# Groß Lindow
Groß Lindow település Németországban, azon belül Brandenburgban. Lakosainak száma 1717 fő (2023. december 31.).

## Népesség
A település népességének változása:
| Lakosok száma | 1712 | 1694 | 1715 | 1728 | 1717 |
|               | 2017 | 2019 | 2021 | 2022 | 2023 |